# Doltcini-Van Eyck-Proximus
El Doltcini-Van Eyck Sport (Código UCI: DVE) fue un equipo ciclista femenino de Bélgica de categoría UCI Women's Continental Team, segunda categoría femenina del ciclismo en ruta a nivel mundial.

## Material ciclista
El equipo utilizaba bicicletas Eddy Merckx y componentes Shimano

## Clasificaciones UCI
Las clasificaciones del equipo y de su ciclista más destacado son las siguientes:
| Temporada | Clasificación por equipos | Mejor corredor           | Posición                 |
| 2016      | 27.º                      | Monique Van De Ree       | 76.º                     |
| 2017      | 24.º                      | Ninguna corredora puntuó | Ninguna corredora puntuó |

## Palmarés
Para años anteriores véase: Palmarés del Doltcini-Van Eyck-Proximus.

### Palmarés 2021

#### UCI WorldTour Femenino
| Fechas | Carreras | Ganadora |

#### Calendario UCI Femenino
| Fechas | Carreras | Ganadora |

#### Campeonatos nacionales
| Fechas      | Carreras                      | Ganadora              |
| 20 de junio | Campeonato de Austria en Ruta | Kathrin Schweinberger |

## Plantillas
Para años anteriores, véase Plantillas del Doltcini-Van Eyck-Proximus

### Plantilla 2021
| Integrantes del equipo 2021          | Integrantes del equipo 2021 | Integrantes del equipo 2021                 | Integrantes del equipo 2021 |
| Corredor                             | Fecha de nacimiento         | Equipo previo                               |                             |
| ------------------------------------ | --------------------------- | ------------------------------------------- | --------------------------- |
| Amber Aernouts                       | 25 de octubre de 2000       | Multum Accountants (2020)                   |                             |
| Minke Bakker                         | 11 de marzo de 1997         | Jan van Arckel (2019)                       |                             |
| Marieke van Witzenburg               | 29 de octubre de 1985       | Jos Feron Lady Force (2019)                 |                             |
| Mieke Docx                           | 8 de junio de 1996          |                                             |                             |
| Olha Kulynych                        | 1 de febrero de 2000        | Ciclotel (2020)                             |                             |
| Jade Lenaers                         | 30 de noviembre de 2001     |                                             |                             |
| Kelly Markus                         | 7 de febrero de 1993        | Team Rytger (2015)                          |                             |
| Jenna Merrick                        | 25 de febrero de 2000       | Mike Greer Homes Womens Cycling Team (2019) |                             |
| Lotte Popelier                       | 21 de mayo de 2001          |                                             |                             |
| Dina Scavone                         | 10 de agosto de 2001        |                                             |                             |
| Christina Schweinberger              | 29 de octubre de 1996       | Health Mate-Ladies Team (2019)              |                             |
| Kathrin Schweinberger                | 29 de octubre de 1996       | Health Mate-Ladies Team (2019)              |                             |
| Nicole Steigenga                     | 27 de enero de 1998         | Bepink (2019)                               |                             |
| Fien Van Eynde                       | 8 de septiembre de 1998     |                                             |                             |
| Bryony van Velzen                    | 14 de mayo de 1996          | Ciclotel (2020)                             |                             |
| Kata Blanka Vas (1 de ene–31 de may) | 3 de septiembre de 2001     |                                             |                             |
|                                      |                             |                                             |                             |
| Fuente: ProCyclingStats              |                             |                                             |                             |